# 第99山岳旅団
 かつて第99インド歩兵旅団であった第99山岳旅団は、インド陸軍の歩兵編成である。 1941年4月にラクナウで編成された。その後、1941年10月に第34インド歩兵師団に配属され、セイロンの駐屯地に配備された。 
1944年10月、第17インド歩兵師団に再配属され、ビルマの戦いに参加した。 
1945年6月、一時的に第19インド歩兵師団に配属されたが、8月には第17師団に再び配属された。
1960年11月15日にアンバラで第17歩兵師団に再編成された。1961年からONUCの活動に従事したが、1963年3月にはコンゴから撤退した。コンゴでは第63騎兵大隊と共に活動に従事した。 
1962年から1963年にかけて、コンゴでの最初のローテーションでは、2 Jat、3/1 Gorkhas、および、第1大隊Dogra連隊が歩兵大隊の第1セットを構成し、2/5 GR [FF]、第4大隊Rajputana Rifles連隊、および第4大隊Madras連隊が、第2派遣団を構成した。
第99山岳旅団として改編され、1963年に第6山岳師団に配属された。 

## 第二次世界大戦中の単位
- 第6大隊、第15パンジャブ連隊：1945年4月まで
- 第9大隊、第8パンジャブ連隊：1941年5月から1944年5月
- 第6大隊、第16パンジャブ連隊：1941年11月から1944年3月
- 第26大隊、第17ドッグラ連隊：1944年3月から8月
- 第1大隊、シークライト歩兵連隊：1944年5月から1945年8月
- 第1大隊、第3グルカライフル連隊：1944年8月から1945年8月
- 第1大隊、イーストヨークシャー連隊：1945年4月から8月[4]

## 参照
- 第二次世界大戦中のインド軍旅団の一覧